# Tethyopsis dubia
Tethyopsis dubia är en svampdjursart som beskrevs av Wilson 1925. Tethyopsis dubia ingår i släktet Tethyopsis och familjen Ancorinidae.
Artens utbredningsområde är Filippinerna. Inga underarter finns listade i Catalogue of Life.